# Aïn Tine
Ain Tine là một đô thị thuộc tỉnh Mila, Algérie. Dân số thời điểm năm 2002 là 6.653 người.